# NGC 6750
NGC 6750 (другие обозначения — PGC 62671, UGC 11389, MCG 10-27-6, ZWG 302.8, KAZ 282, IRAS18598+5905) — спиральная галактика (Sc) в созвездии Дракон.
Этот объект входит в число перечисленных в оригинальной редакции «Нового общего каталога».